# Månsjuk
Månsjuk, månadssjuk eller månadsrasande (latin: lunaticus) kallades inom folktro och äldre vetenskap den som antogs ha blivit tillfälligt sinnessjuk på grund av månens, och i synnerhet fullmånens, inverkan. Aristoteles, och efter honom Plinius den äldre, gav den vetenskapliga förklaringen att hjärnan, som antogs bestå till största delen av vatten, påverkades av månens tidvattenkrafter. I själva verket var det som beskrevs som månsjuka antagligen ofta epilepsi eller vissa former av bipolär sjukdom.
Särskilt månadssjuk eller månadsrasande har på svenska även använts för att beskriva kvinnliga humörsvängningar under menstruationen.[källa behövs]
Såväl människors som djurs fysiologi påverkas av dygnsrytmen, årstiderna och måncyklerna. Forskarna vet inte särskilt mycket om hur måncyklerna påverkar människor och djurs fysiologi. Månens cykler har dock visat sig ha en inverkan på människors fertilitet, menstruation och födelsetal. Det verkar också finnas ett samband mellan månfaserna och antalet personer som söker sjukvård för olika sjukdomstillstånd.
Det finns dock studier där detta samband mellan måncyklerna och antalet personer som söker vård samt den mänskliga reproduktionen inte kan påvisas. I djurstudier har man bland annat kunnat se att månens cykler kan ge upphov till hormonella förändringar hos insekter. Även i studier på råttor och möss har man funnit samband mellan måncyklerna och förändringar av smaksinnet samt immunförsvaret.